# Stilon Gorzów Wielkopolski (szachy)
KSz Stilon Gorzów Wielkopolski – polski klub szachowy z siedzibą w Gorzowie Wielkopolskim. 6-krotny mistrz Polski.

## Historia klubu
Wiosną 1961 roku sekcja szachowa została reaktywowana w ZKS Stilonie przez Stefana Kocika po kilkuletniej przerwie w działalności sekcji szachowej klubu sportowego Włókniarz Gorzów Wielkopolski. 
Rozgrywki ligowe drużyna szachistów Stilonu rozpoczęła od klasy A w 1962 roku. W 1970 roku PZSzach utworzył II ligę do której powołany został gorzowski Stilon. W pierwszym sezonie klub ukończył rozgrywki na 5 miejscu, w kolejnym pomimo wzmocnienia składu Józefem Gromkiem, zajął 7 lokatę i opuścił szeregi II ligi. W sezonie 1989 gorzowscy szachiści wzmocnieni Janem Przewoźnikiem ponownie awansowali do II ligi, a w roku 1990 po przyjściu do Stilonu: Aleksandra Czerwońskiego i Jana Pisulińskiego, po zajęciu 6 miejsca w drużynowych mistrzostwach Polski rozgrywanych w Bydgoszczy – wywalczyli awans do najwyższej klasy rozgrywkowej.
W latach 1991, 1993–1995 i 1997–1998 Stilon zdobył tytuły mistrzów Polski. Sukcesy te wywalczyli – wraz z wyżej wymienionymi zawodnikami, nowi wybitni szachiści zwłaszcza arcymistrzowie: Michał Krasenkow, Robert Kuczyński, Iweta Rajlich, Igor Chenkin, Tomasz Markowski i Paweł Jaracz oraz Barbara Kaczorowska, Izabela Siekańska, Andrzej Modzelan i Czesława Grochot-Pilarska.
W 2003 roku po kilkunastu latach występów w najwyższej klasie rozgrywkowej gorzowscy szachiści spadli do II ligi. Obecnie po wywalczeniu awansu w 2009 roku Stilon ponownie występuje w najwyższej klasie rozgrywkowej. W sezonach 2011 i 2012 klub zdobył brązowe medale drużynowych mistrzostw Polski.

## Osiągnięcia
| Rozgrywki                                                       |   |   |   |
| Drużynowe mistrzostwa Polski                                    | 6 | 3 | 7 |
| Drużynowe mistrzostwa Polski kobiet                             | – | – | 1 |
| Drużynowe mistrzostwa Polski w szachach szybkich                | – | 1 | – |
| Drużynowe mistrzostwa Polski mężczyzn w szachach błyskawicznych | 1 | 1 | 1 |
| Drużynowe mistrzostwa Polski kobiet w szachach błyskawicznych   | 1 | – | 1 |
| Drużynowy Superpuchar Polski                                    | – | – | – |
| Drużynowe mistrzostwa Polski juniorów                           | 4 | 1 | 6 |

## Szachiści

### Skład w sezonie 2025[2]
- Aleksander Czerwoński
- Kamil Dzida
- Igor Janik
- Michał Koziorowicz
- Michał Krasenkow
- Bartłomiej Róg
- Mateusz Różański
- Igor Samunenkow
- Maria Siekańska
- Klaudia Wiśniowska
- Beata Zawadzka